# Museu de História Natural de Gotemburgo
O Museu de História Natural de Gotemburgo (em sueco Göteborgs Naturhistoriska museum) está situado numa colina do parque Slottsskogen mesmo em frente da praça Linnéplatsen.

O museu foi inaugurado em 1833 e transferido para o parque Slottsskogen em 1923.
Hoje em dia, o museu dá especial atenção à ecologia e à ação do homem sobre o meio ambiente.
Tem muitos animais embalsamados, entre os quais 2 especialmente destacados:

- A baleia azul (Malmska valen), recolhida na enseada de Askim em 1865, cujo interior é acessível ao público uma vez por ano.
- O elefante africano (afrikanska elefanten), capturado em Angola em 1948.

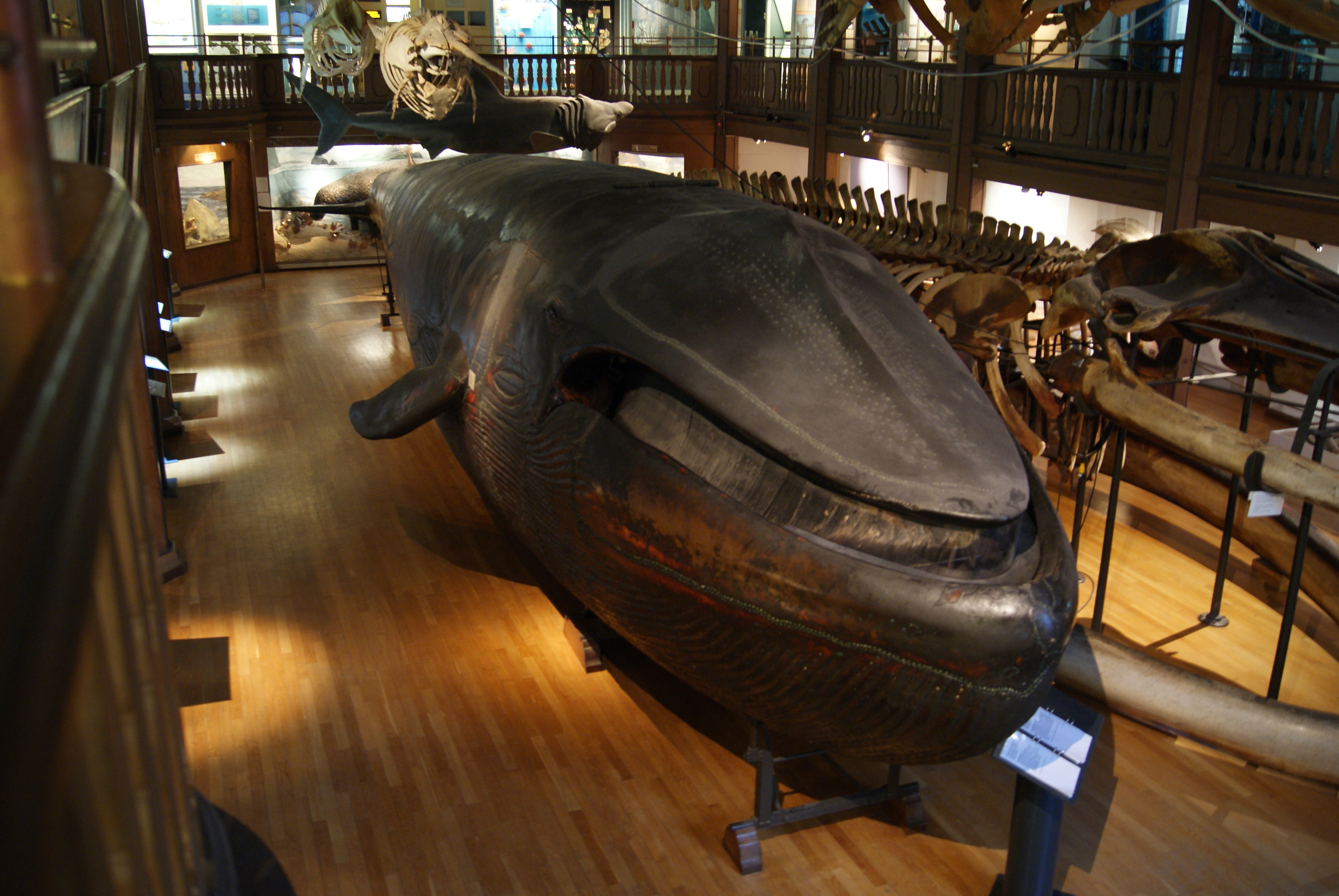
A baleia azul Malmska valen
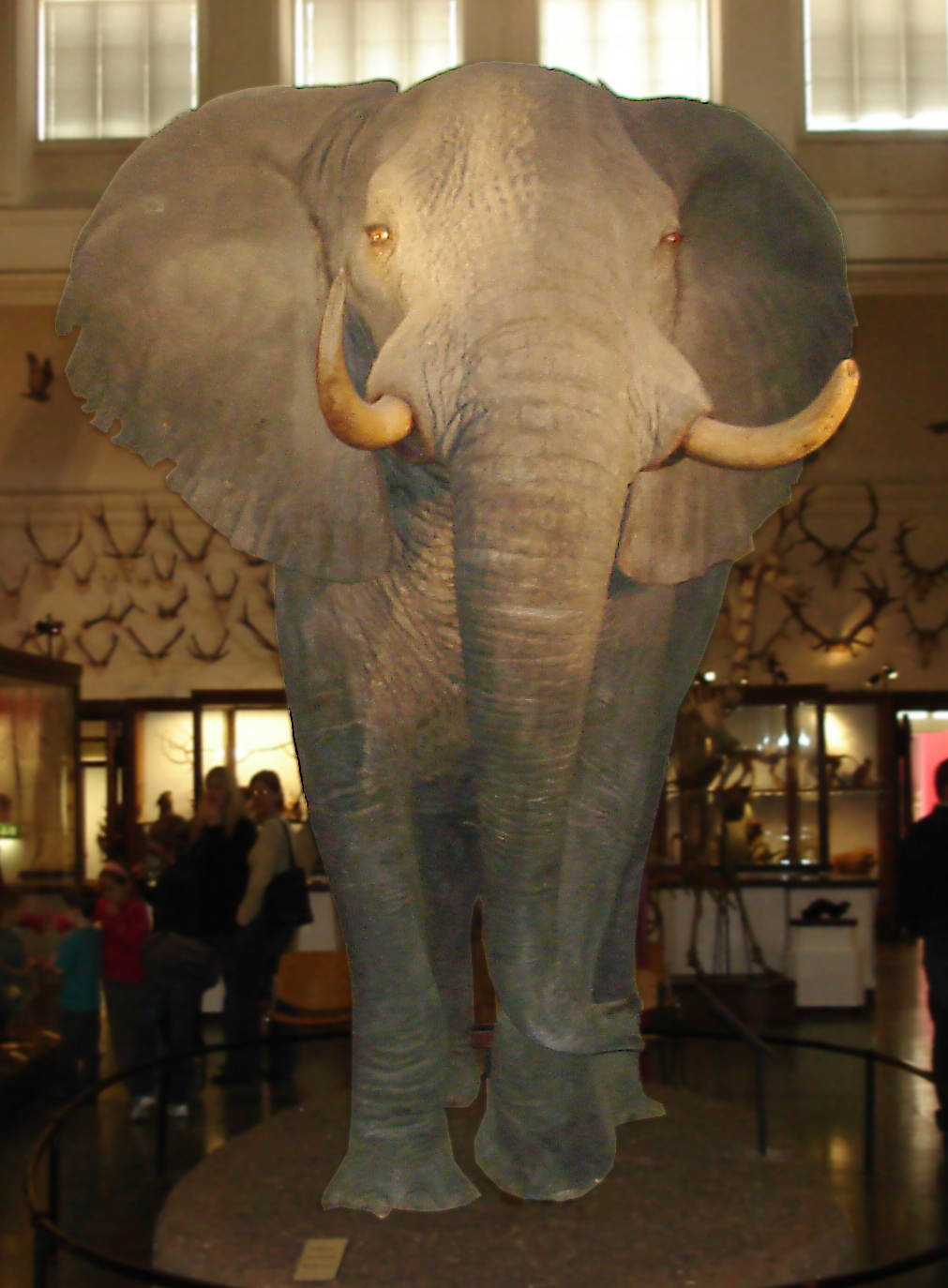
O elefante africano